# Новый Мир (Лабинский район)
Новый Мир — село в Лабинском районе Краснодарского края. Входит в состав Каладжинского сельского поселения.

## География

### Улицы
- ул. Кооперативная,
- ул. Ленина,
- ул. Подгорная.

## История
В 1960 году указом Президиума Верховного Совета РСФСР населенные пункты Жуков и Николенко объединены в один населенный пункт, в село Новый Мир.

## Население
| 2002 | 2010 |
| ---- | ---- |
| 117  | ↘70  |